# Voleibol nos Jogos Pan-Americanos de 2015 - Feminino
O torneio feminino de voleibol nos Jogos Pan-Americanos de 2015 foi realizado entre 16 e 25 de julho no Centro de Exposições. Oito equipes participaram do evento.

## Medalhistas
|  | USA Estados Unidos |  | BRA Brasil |  | DOM República Dominicana |
|  | Lauren Paolini Cassidy Litchman Kristin Hildebrand Natalie Hagglund Cursty Jackson Nicole Fawcett Michelle Bartsch Falyn Fonoimoana Jenna Hagglund Rachael Adams Carli Lloyd Krista Vansant |  | Rosamaria Montibeller Adenízia da Silva Jaqueline Carvalho Michelle Pavão Joyce Silva Ana Tiemi Fernanda Garay Camila Brait Angélica Malinverno Bárbara Bruch Mácris Carneiro Mariana Costa |  | Annerys Vargas Marianne Fersola Brenda Castillo Camil Domínguez Niverka Marte Prisilla Rivera Yonkaira Peña Gina Mambrú Bethania de la Cruz Ana Binet Brayelin Martínez Jineiry Martínez |

## Formato
As oito equipes foram divididas em dois grupos de quatro equipes. Cada equipe enfrentou as outras equipes do mesmo grupo, totalizando três jogos. A vencedora de cada grupo se classificou diretamente as semifinais e as classificadas em segundo e terceiro lugar disputaram as quartas de final. As seleções que ficaram em último lugar nos seus grupos disputaram o sétimo lugar e as perdedoras das quartas de final disputaram o quinto lugar. Nas semifinais, as vencedoras disputaram a medalha de ouro e as perdedoras a medalha de bronze.

## Primeira fase
|  | Equipes classificadas à semifinais          |
|  | Equipes classificadas às quartas de final   |
|  | Equipes classificadas à disputa de 7º lugar |

Todas as partidas seguem o fuso horário local (UTC-5).

### Grupo A
|     |                          |     | Jogos | Jogos | Jogos | Pontos | Pontos | Pontos | Sets | Sets | Sets  |
| Pos | Equipe                   | Pts | T     | V     | D     | V      | P      | R      | V    | P    | R     |
| --- | ------------------------ | --- | ----- | ----- | ----- | ------ | ------ | ------ | ---- | ---- | ----- |
| 1   | DOM República Dominicana | 6   | 3     | 2     | 1     | 261    | 215    | 1.214  | 7    | 4    | 1.750 |
| 2   | ARG Argentina            | 6   | 3     | 2     | 1     | 252    | 254    | 0.992  | 7    | 4    | 1.750 |
| 3   | CUB Cuba                 | 3   | 3     | 1     | 2     | 248    | 259    | 0.958  | 4    | 7    | 0.571 |
| 4   | CAN Canadá               | 3   | 3     | 1     | 2     | 228    | 261    | 0.874  | 4    | 7    | 0.571 |

| 16 de julho 16:40 Relatório | Argentina | 3 – 0                         | Cuba     | Centro de Exposições, Toronto Público: 1 600 Árbitro(s): DOM Yury Ramírez USA Patricia Rolf |
| 16 de julho 16:40 Relatório | 25 26 25  | Set 1 Set 2 Set 3 Set 4 Set 5 | 23 24 19 | Centro de Exposições, Toronto Público: 1 600 Árbitro(s): DOM Yury Ramírez USA Patricia Rolf |

| 16 de julho 19:00 Relatório | Canadá   | 0 – 3                         | República Dominicana | Centro de Exposições, Toronto Público: 4 500 Árbitro(s): MEX Luis Macías CUB Lourdes Pérez |
| 16 de julho 19:00 Relatório | 15 13 15 | Set 1 Set 2 Set 3 Set 4 Set 5 | 25                   | Centro de Exposições, Toronto Público: 4 500 Árbitro(s): MEX Luis Macías CUB Lourdes Pérez |

| 18 de julho 16:20 Relatório | República Dominicana | 3 – 1                         | Argentina     | Centro de Exposições, Toronto Público: 2 500 Árbitro(s): CUB Lourdes Pérez TTO Brian Charles |
| 18 de julho 16:20 Relatório | 22 25 –              | Set 1 Set 2 Set 3 Set 4 Set 5 | 25 11 22 18 – | Centro de Exposições, Toronto Público: 2 500 Árbitro(s): CUB Lourdes Pérez TTO Brian Charles |

| 18 de julho 19:00 Relatório | Canadá     | 3 – 1                         | Cuba          | Centro de Exposições, Toronto Público: 4 500 Árbitro(s): COL Misael Galindo DOM Yury Ramírez |
| 18 de julho 19:00 Relatório | 25 19 25 – | Set 1 Set 2 Set 3 Set 4 Set 5 | 21 25 18 22 – | Centro de Exposições, Toronto Público: 4 500 Árbitro(s): COL Misael Galindo DOM Yury Ramírez |

| 20 de julho 13:30 Relatório | Canadá     | 1 – 3                         | Argentina  | Centro de Exposições, Toronto Público: 4 000 Árbitro(s): MEX Luis Macías USA Patricia Rolf |
| 20 de julho 13:30 Relatório | 25 20 21 – | Set 1 Set 2 Set 3 Set 4 Set 5 | 23 27 25 – | Centro de Exposições, Toronto Público: 4 000 Árbitro(s): MEX Luis Macías USA Patricia Rolf |

| 20 de julho 16:15 Relatório | República Dominicana | 1 – 3                         | Cuba       | Centro de Exposições, Toronto Público: 950 Árbitro(s): PUR Juan Rivera CRC Marvin Mora |
| 20 de julho 16:15 Relatório | 22 25 20 –           | Set 1 Set 2 Set 3 Set 4 Set 5 | 25 21 25 – | Centro de Exposições, Toronto Público: 950 Árbitro(s): PUR Juan Rivera CRC Marvin Mora |

### Grupo B
|     |                    |     | Jogos | Jogos | Jogos | Pontos | Pontos | Pontos | Sets | Sets | Sets  |
| Pos | Equipe             | Pts | T     | V     | D     | V      | P      | R      | V    | P    | R     |
| --- | ------------------ | --- | ----- | ----- | ----- | ------ | ------ | ------ | ---- | ---- | ----- |
| 1   | BRA Brasil         | 7   | 3     | 3     | 0     | 320    | 273    | 1.172  | 9    | 5    | 1.800 |
| 2   | USA Estados Unidos | 7   | 3     | 2     | 1     | 254    | 200    | 1.270  | 8    | 3    | 2.667 |
| 3   | PUR Porto Rico     | 4   | 3     | 1     | 2     | 232    | 247    | 0.939  | 5    | 6    | 0.833 |
| 4   | PER Peru           | 0   | 3     | 0     | 3     | 164    | 20     | 8.200  | 1    | 6    | 0.167 |

| 16 de julho 13:30 Relatório | Brasil         | 3 – 2                         | Porto Rico     | Centro de Exposições, Toronto Público: 3 000 Árbitro(s): TTO Brian Charles CAN Scott McLean |
| 16 de julho 13:30 Relatório | 23 28 25 24 15 | Set 1 Set 2 Set 3 Set 4 Set 5 | 25 26 17 26 10 | Centro de Exposições, Toronto Público: 3 000 Árbitro(s): TTO Brian Charles CAN Scott McLean |

| 16 de julho 21:00 Relatório | Estados Unidos | 3 – 0                         | Peru     | Centro de Exposições, Toronto Público: 3 000 Árbitro(s): PUR Juan Rivera COL Misael Galindo |
| 16 de julho 21:00 Relatório | 25             | Set 1 Set 2 Set 3 Set 4 Set 5 | 15 13 14 | Centro de Exposições, Toronto Público: 3 000 Árbitro(s): PUR Juan Rivera COL Misael Galindo |

| 18 de julho 13:30 Relatório | Brasil | 3 – 1                         | Peru         | Centro de Exposições, Toronto Público: 3 700 Árbitro(s): USA Patricia Rolf PUR Juan Rivera |
| 18 de julho 13:30 Relatório | 25 –   | Set 1 Set 2 Set 3 Set 4 Set 5 | 27 5 17 16 – | Centro de Exposições, Toronto Público: 3 700 Árbitro(s): USA Patricia Rolf PUR Juan Rivera |

| 18 de julho 21:35 Relatório | Estados Unidos | 3 – 0                         | Porto Rico | Centro de Exposições, Toronto Público: 2 000 Árbitro(s): CAN Scott McLean MEX Luis Macías |
| 18 de julho 21:35 Relatório | 25 –           | Set 1 Set 2 Set 3 Set 4 Set 5 | 17 22 14 – | Centro de Exposições, Toronto Público: 2 000 Árbitro(s): CAN Scott McLean MEX Luis Macías |

| 20 de julho 19:00 Relatório | Porto Rico | 3 – 0                         | Peru       | Centro de Exposições, Toronto Público: 4 500 Árbitro(s): BRA Luiz Coutinho CAN Scott Mc Lean |
| 20 de julho 19:00 Relatório | 25 –       | Set 1 Set 2 Set 3 Set 4 Set 5 | 18 16 23 – | Centro de Exposições, Toronto Público: 4 500 Árbitro(s): BRA Luiz Coutinho CAN Scott Mc Lean |

| 20 de julho 21:00 Relatório | Estados Unidos | 2 – 3                         | Brasil         | Centro de Exposições, Toronto Público: 4 500 Árbitro(s): DOM Yury Ramírez CAN Lourdes Pérez |
| 20 de julho 21:00 Relatório | 25 21 25 22 11 | Set 1 Set 2 Set 3 Set 4 Set 5 | 22 25 18 25 15 | Centro de Exposições, Toronto Público: 4 500 Árbitro(s): DOM Yury Ramírez CAN Lourdes Pérez |

## Fase final
|  | Quartas-de-final | Quartas-de-final | Quartas-de-final |  |  | Semifinais | Semifinais           | Semifinais |  |  | Medalha de ouro   | Medalha de ouro      | Medalha de ouro   |
|  |                  |                  |                  |  |  |            |                      |            |  |  |                   |                      |                   |
|  |                  |                  |                  |  |  | B1         | Brasil               | 3          |  |  |                   |                      |                   |
|  | A2               | Argentina        | 2                |  |  | B3         | Porto Rico           | 2          |  |  |                   |                      |                   |
|  | B3               | Porto Rico       | 3                |  |  |            |                      |            |  |  | B1                | Brasil               | 0                 |
|  |                  |                  |                  |  |  |            |                      |            |  |  | B2                | Estados Unidos       | 3                 |
|  |                  |                  |                  |  |  | A1         | República Dominicana | 1          |  |  |                   |                      |                   |
|  | B2               | Estados Unidos   | 3                |  |  | B2         | Estados Unidos       | 3          |  |  | Medalha de bronze | Medalha de bronze    | Medalha de bronze |
|  | A3               | Cuba             | 1                |  |  |            |                      |            |  |  | B3                | Porto Rico           | 1                 |
|  |                  |                  |                  |  |  |            |                      |            |  |  | A1                | República Dominicana | 3                 |

### Quartas de final
| 22 de julho 13:30 Relatório | Argentina      | 2 – 3                         | Porto Rico | Centro de Exposições, Toronto Público: 3500 Árbitro(s): CRC Marvin José Mora USA Patricia Rolf |
| 22 de julho 13:30 Relatório | 21 27 10 25 13 | Set 1 Set 2 Set 3 Set 4 Set 5 | 25 11 15   | Centro de Exposições, Toronto Público: 3500 Árbitro(s): CRC Marvin José Mora USA Patricia Rolf |

| 22 de julho 16:20 Relatório | Estados Unidos | 3 – 1                         | Cuba          | Centro de Exposições, Toronto Público: 1 122 Árbitro(s): TTO Brian Charles PER Walter Vera |
| 22 de julho 16:20 Relatório | 25 22 25 –     | Set 1 Set 2 Set 3 Set 4 Set 5 | 18 19 25 18 – | Centro de Exposições, Toronto Público: 1 122 Árbitro(s): TTO Brian Charles PER Walter Vera |

### Disputa pelo 7º lugar
| 23 de julho 13:30 Relatório | Canadá         | 2 – 3                         | Peru           | Centro de Exposições, Toronto Público: 4 000 Árbitro(s): USA Patricia Rolf ARG Adolfo Keim |
| 23 de julho 13:30 Relatório | 25 24 25 21 13 | Set 1 Set 2 Set 3 Set 4 Set 5 | 22 26 17 25 15 | Centro de Exposições, Toronto Público: 4 000 Árbitro(s): USA Patricia Rolf ARG Adolfo Keim |

### Disputa pelo 5º lugar
| 23 de julho 16:15 Relatório | Argentina     | 1 – 3                         | Cuba       | Centro de Exposições, Toronto Público: 1 150 Árbitro(s): COL Misael Galindo USA Paul Albright |
| 23 de julho 16:15 Relatório | 21 25 17 21 – | Set 1 Set 2 Set 3 Set 4 Set 5 | 25 21 25 – | Centro de Exposições, Toronto Público: 1 150 Árbitro(s): COL Misael Galindo USA Paul Albright |

### Semifinais
| 23 de julho 19:00 Relatório | Brasil      | 3 – 2                         | Porto Rico     | Centro de Exposições, Toronto Público: 4 800 Árbitro(s): DOM Yury Ramírez CUB Lourdes Pérez |
| 23 de julho 19:00 Relatório | 18 24 25 15 | Set 1 Set 2 Set 3 Set 4 Set 5 | 25 26 22 19 11 | Centro de Exposições, Toronto Público: 4 800 Árbitro(s): DOM Yury Ramírez CUB Lourdes Pérez |

| 23 de julho 22:00 Relatório | República Dominicana | 1 – 3                         | Estados Unidos | Centro de Exposições, Toronto Público: 2 000 Árbitro(s): MEX Luis Macías TTO Brian Charles |
| 23 de julho 22:00 Relatório | 17 25 18 22 –        | Set 1 Set 2 Set 3 Set 4 Set 5 | 25 22 25 –     | Centro de Exposições, Toronto Público: 2 000 Árbitro(s): MEX Luis Macías TTO Brian Charles |

### Disputa pelo bronze
| 25 de julho 15:00 Relatório | Porto Rico | 1 – 3                         | República Dominicana | Centro de Exposições, Toronto Público: 4 550 Árbitro(s): MEX Luis Macías ARG Adolfo Keim |
| 25 de julho 15:00 Relatório | 22 25 21 – | Set 1 Set 2 Set 3 Set 4 Set 5 | 25 22 25 –           | Centro de Exposições, Toronto Público: 4 550 Árbitro(s): MEX Luis Macías ARG Adolfo Keim |

### Final
| 25 de julho 20:30 Relatório | Brasil     | 0 – 3                         | Estados Unidos | Centro de Exposições, Toronto Público: 4 900 Árbitro(s): CUB Lourdes Pérez DOM Denny Céspedes |
| 25 de julho 20:30 Relatório | 22 21 26 – | Set 1 Set 2 Set 3 Set 4 Set 5 | 25 28 –        | Centro de Exposições, Toronto Público: 4 900 Árbitro(s): CUB Lourdes Pérez DOM Denny Céspedes |

## Classificação final
| Pos.              | Equipe                   | Campanha | Campanha |
| Pos.              | Equipe                   | V        | D        |
| ----------------- | ------------------------ | -------- | -------- |
| Medalha de ouro   | USA Estados Unidos       | 5        | 1        |
| Medalha de prata  | BRA Brasil               | 4        | 1        |
| Medalha de bronze | DOM República Dominicana | 3        | 2        |
| 4                 | PUR Porto Rico           | 2        | 4        |
| 5                 | CUB Cuba                 | 2        | 3        |
| 6                 | ARG Argentina            | 2        | 3        |
| 7                 | PER Peru                 | 1        | 3        |
| 8                 | CAN Canadá               | 1        | 3        |